# بغابوخش دوم
بَغابوخش (به یونانی باستان: Μεγάβυζος، نویسه‌گردانی: مگابیزوس، یا بَغبیش تغییر یافته از پارسی باستان Bagabuxša (بَغَبوخشَه) به معنای «خدا رهانید»)، یک فرمانده پارسی هخامنشی، پسر زوپیر، ساتراپ بابل و نوه بغابوخش یکم، یکی از هفت یار که داریوش بزرگ را به تخت سلطنت رسانیدند، بود. هنگامی که ساتراپی بابل در سال ۴۸۲ پ.م. قیام کرد، پدر وی کشته شد و بغابوخش هدایت نیروها را برای بازپس‌گیری شهر بر عهده داشت، پس از آن مجسمه خدای بابل مردوک تخریب شد تا از شورش‌های آینده جلوگیری کند. متعاقباً بغابوخش در دومین تهاجم ایرانیان به یونان شرکت کرد. هرودوت ادعا می‌کند که وی از اقدام به دستور غارت دلفی امتناع ورزیده‌است، اما تردید وجود دارد که چنین دستوراتی هرگز داده شده باشد.

## شرکت در توطئه
بنا بر گفته کتزیاس، که البته زیاد هم قابل اعتماد نیست اما غالباً تنها منبع ما به‌حساب می‌آید، آمیتیس، همسر بغابوخش و دختر خشایارشا، اندکی بعد به زنا متهم شد. به همین ترتیب، بغابوخش در توطئه اردوان برای ترور شاهنشاه شرکت کرد، اما قبل از اینکه او بتواند شاهنشاه جدید یعنی اردشیر یکم را نیز بکشد، به او خیانت کرد و در یک نبرد، پسران اردوان کشته و بغابوخش زخمی شد، اما آمیتیس از طرف او شفاعت کرد و او مداوا شد.

## شورش مصریان

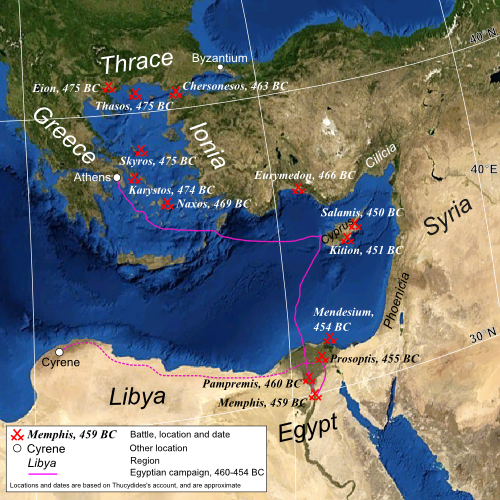
بغابوخش در محاصره ممفیس (۴۵۹–۴۵۵ پ. م) و محاصره پروسوپیت (۴۵۵ پ. م) علیه آتنی‌ها و مصری‌ها جنگید.

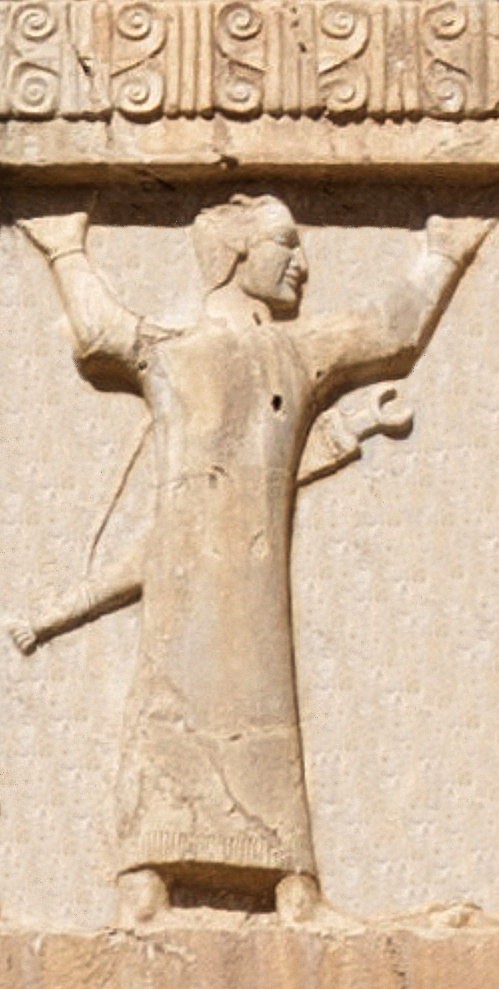
سرباز مصری، حدود سال ۴۷۰ پیش از میلاد. نقش برجسته آرامگاه خشایارشا.

بعد از این بغابوخش ساتراپ سوریه شد. وی به همراه آرتاباز یکم، ساتراپ هلسپونت فریگیه، فرماندهی ارتش‌های پارسی برای سرکوب شورش ایناروس در مصر را بر عهده داشت. آنها در سال ۴۵۶ پیش از میلاد وارد مصر شدند و ظرف دو سال شورش را خاموش کردند و ایناروس و آتنی‌های زیادی را که از او حمایت می‌کردند، به اسارت گرفتند.

### منشأ درگیری‌های مصر
هنگامی که خشایارشا در سال ۴۶۵ پیش از میلاد ترور شد، پسرش اردشیر یکم جانشین او شد، اما به زودی چندین قسمت از شاهنشاهی هخامنشی شورش کردند، که عمده‌ترین آنها باختریه و مصر بودند. ایناروس مصری، ساتراپ پارسی مصر هخامنش، عموی اردشیر را شکست داد و کنترل مصر سفلی را به‌دست گرفت. وی با یونانیان که هنوز رسماً با ایران در جنگ بودند تماس گرفت و در سال ۴۶۰ پیش از میلاد، آتن یک نیروی اعزامی متشکل از ۲۰۰ کشتی و ۶۰۰۰ پیاده‌نظام سنگین‌اسلحه (هوپلیت) را برای حمایت از ایناروس اعزام کرد. سپاهیان مصر و آتن نیروهای محلی پارسی مصر را شکست داده و شهر ممفیس، به جز ارگ پارسی که چندین سال در محاصره آنها بود را تصرف کردند.

### محاصره ممفیس (۴۵۹–۴۵۵ پیش از میلاد)
آتنی‌ها و مصری‌ها برای شکست دادن نیروهای محلی پارسی در مصر که در قلعه سفید مستقر شده بودند اقدام به محاصره دژ کردند. بدیهی است که محاصره پیشرفت خوبی نداشته و احتمالاً حداقل چهار سال به طول انجامیده‌است، زیرا توسیدید می‌گوید که کل اعزام آنها ۶ سال طول کشید، و در این زمان ۱۸ ماه آخر با محاصره پروسوپتیس اشغال شد.
به گفته توسیدید، ابتدا اردشیر بغابوخش را برای امتحان و رشوه دادن به اسپارتی‌ها برای حمله به آتن فرستاد تا نیروهای آتن را از مصر بیرون بکشد. وقتی این امر ناکام ماند، او در عوض ارتش بزرگی را زیر نظر بغابوخش جمع کرد و آن را به مصر اعزام کرد. دیودور سیسیلی نیز با جزئیات بیشتر، کمابیش همین داستان را نقل می‌کند. پس از ناکامی تلاش برای رشوه، اردشیر بغابوخش و آرتاباز را با راهنمایی برای سرکوب شورش، به فرماندهی ۳۰۰هزار سرباز منصوب کرد. آنها ابتدا از پارس به کیلیکیه رفتند و ناوگان به اندازه ۳۰۰ کشتی از کیلیکیه، فنیقی و قبرسی‌ها را جمع کردند و یک سال به آموزش مردان خود پرداختند. سپس عازم مصر شدند. با این حال، تخمین‌های مدرن، با توجه به این که سلب قدرت از ساتراپی‌های تنش‌زا از بیش از این حد، غیرعملی بود، تعداد نیروهای ایرانی را در رقم نسبتاً کمتری از بیست و پنج هزار نفر قرار می‌دهد. توسیدید از آرتاباز یکم، که توسط هرودوت گزارش شده‌است که در تهاجم دوم ایرانیان شرکت کرده‌است، نامی نمی‌برد. دیودور ممکن است در مورد حضور او در این لشکرکشی اشتباه کند.به وضوح ممکن است که نیروهای ایرانی مدت طولانی را در آموزش گذرانده باشند، زیرا چهار سال طول کشید تا آنها به پیروزی در پاپریمیس پاسخ دهند. اگرچه هیچ‌یک از نویسندگان جزئیات زیادی را بیان نکردند، اما روشن است که بغابوخش سرانجام به مصر رسید، وی توانست سریع محاصره ممفیس را از بین ببرد، مصریان را در جنگ شکست دهد و آتنی‌ها را از ممفیس دور کند.

### محاصره پروسوپی تیس (۴۵۵ پیش از میلاد)
آتنی‌ها اکنون دوباره به جزیره پروسوپی تیس در دلتای نیل، جایی که کشتی‌های آنها پهلو گرفته بود، عقب‌نشینی کردند. در آنجا، بغابوخش ۱۸ ماه آنها را محاصره کرد، تا اینکه سرانجام توانست با حفر کانال رودخانه را از اطراف جزیره تخلیه کند و بدین ترتیب «به جزیره به سرزمین اصلی بپیوندد». طبق روایت توسیدید، پارسیان به جزیره سابق گذشتند و آن را تصرف کردند. فقط تعداد کمی از نیروهای آتن، که از طریق لیبی به سیرنه راهپیمایی کردند، زنده ماندند و به آتن بازگشتند. با این حال، در نسخه دیودور سیسیلی، تخلیه رودخانه مصری‌ها (که توسیدید از آنها نام نمی‌برد) را وادار به تسلیم به پارسیان کرد. پارسی‌ها که نمی‌خواستند در حمله به آتنی‌ها تلفات سنگینی متحمل شوند، در عوض به آنها اجازه دادند آزادانه به سیرنه عزیمت کنند. از آنجا که شکست در لشکرکشی مصر باعث وحشت واقعی آتن از جمله انتقال خزانه اتحادیه دلوس به آتن شد، احتمالاً نسخه توسیدید صحیح است.

## درگیری قبرس
آنها سپس توجه خود را به قبرس معطوف کردند که مورد حمله آتنی‌ها به رهبری کیمون آتنی قرار گرفت. اندکی پس از آن، درگیری‌ها بین پارس و آتن به نام عهدنامه کالیاس متوقف شد.

## شورش علیه دولت مرکزی
مدتی بعد بغابوخش خود دست به شورش زد. کتزیاس به ما می‌گوید دلیل این امر این بود که آمستریس اسیران شورش مصر را اعدام کرد، اگرچه بغابوخش این قول را داده بود که به آنها آسیبی نرسد.
ارتش‌های تحت فرماندهی اوزیریس مصر و سپس شاهزاده منوستانس، برادرزاده پادشاه، علیه او اعزام شدند، هر دو پیش از این برای دوئل (غیر مرگبار) بین فرماندهان نبرد کردند و در هر دو مورد بغابوخش پیروز شد. پادشاه تصمیم گرفت برادرش آرتاریوس، خواجه ارتوخارس و آمیتیس را به سفارت صلح بفرستد. افتخارات او احیا شد، بغابوخش موافقت کرد که تسلیم شود و با حفظ موقعیت خود مورد بخشش قرار گرفت. مدتی بعد، بغابوخش در شکار اردشیر را از یک شیر نجات داد و بعداً به دلیل نقض حق سلطنتی برای انجام اولین قتل به سیرتا تبعید شد، اما او با تظاهر به بیماری جذام به شوش بازگشت و مورد بخشش قرار گرفت.

## سرانجام
پس از مدت کوتاهی، بغابوخش در سن ۷۶ سالگی درگذشت. مشهور است که پسرش زوپیروس دوم که به عنوان تبعیدی در آتن زندگی می‌کرد و در هنگام تبعید پدرش، در آنجا حضور داشت، به یورش کائنوس کمک کرد و کنار یک سنگ کشته شد.